# Mračnický potok
Der Mračnický potok (deutsch Gaminbach) ist ein rechter Zufluss des Černý potok im Okres Domažlice in Tschechien.

## Verlauf
Der Mračnický potok entspringt ca. einen Kilometer südlich von Luženičky bzw. östlich von Draženov bei der Einschicht Na Jámách in der Chodská pahorkatina. Seine Quelle befindet sich am südwestlichen Fuße des Hügels Jalovčí (515 m n.m.). An seinem Oberlauf fließt der Bach zunächst nach Nordwesten; nach 500 Metern nimmt er nördliche Richtung und schlängelt sich in einem seichten Wiesental vorbei an Luženičky und durch Luženice. Bei Bozdíš wendet sich der Mračnický potok wieder nach Nordwesten und wird im Teich Březí gestaut. Diesen verlässt der Bach wieder mit nördlicher Richtung und fließt durch Březí. Südlich von Meclov ändert der Bach seine Richtung nach Nordwesten und durchfließt Mračnice. Sein Unterlauf führt wieder nach Norden durch den Teich Podhájí und die gleichnamige Ansiedlung. Nach 10,4 Kilometern mündet der Mračnický potok östlich von Mašovice in den Černý potok.
Der Mračnický potok fließt ausschließlich durch ein dünn besiedeltes ländliches Gebiet und wurde in zahlreichen Teichen gestaut. Zu den heute aufgelassenen Teichen gehört der Wostirschener Teich westlich von Bozdíš. Am Teich Podhájí befinden sich ein Naturbad und eine größere Ferienhaussiedlung.

## Zuflüsse
- Podhájský potok (r), unterhalb von Mračnice

## Durchflossene Teiche
- Luženický rybník, in Luženice
- Březí, zwischen Bozdíš und Březí
- Podhájí, bei Podhájí